# تشيسلي كروسبي
تشيسلي كروسبي هو سياسي كندي، ولد في 4 نوفمبر 1905، وتوفي في 26 ديسمبر 1962.